# Mutzig

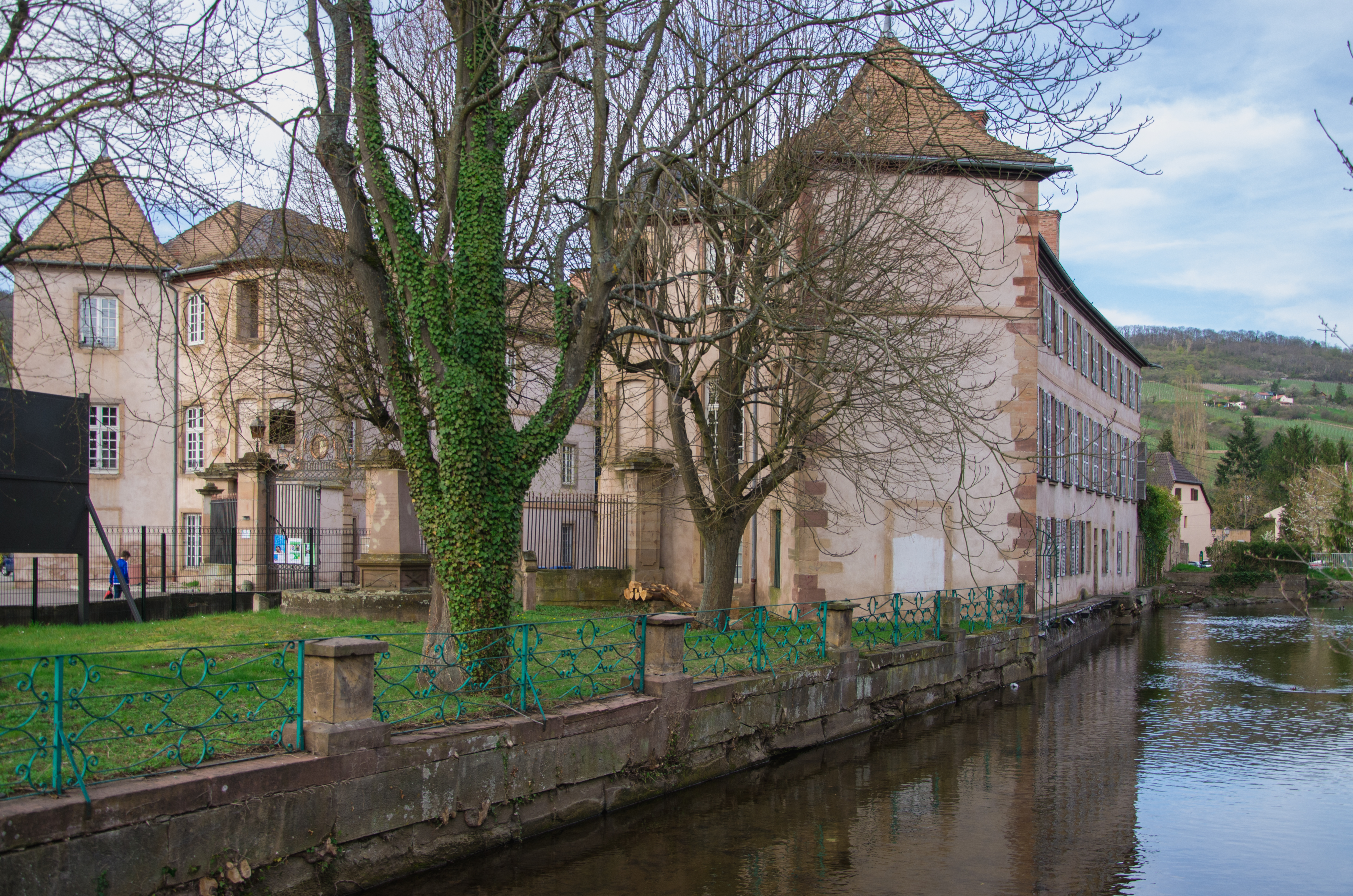
Museo del Centro Cultural del Castillo de Rohan, monumento histórico de Francia

Mutzig es una comuna francesa situada en la circunscripción administrativa de Bajo Rin y, desde el 1 de enero de 2021, en el territorio de la Colectividad Europea de Alsacia, en la región de Gran Este. Tiene una población estimada, a inicios de 2022, de 6101 habitantes.